# 2-я стрелковая дивизия (1-го формирования)
2-я стрелковая Белорусская Краснознамённая дивизия имени М. В. Фрунзе — общевойсковое формирование (соединение) ВС РСФСР в Гражданской войне и ВС СССР, в Великой Отечественной войне.

## История

### Гражданская война
Дивизия была сформирована на базе 1-й Рязанской пехотной дивизии 24 сентября 1918 года как 2-я пехотная дивизия по приказу Московского окружного военкома № 955.
С 28 апреля по 16 июня 1919 года участвовала в Бугурусланской, Бугульминской, Белебейской и Уфимской операциях.
С июня по декабрь 1919 года стрелковая дивизия участвовала в обороне Петрограда. В этот период принимала участие в освобождении Ямбурга и Александровской Горки. В декабре 1919 года дивизия была переброшена на р. Плюсса, а затем в район р. Нарова, где вела бои у деревни Усть-Жердянки, на подступах к Нарве вплоть до перемирия с Эстонией.
В январе — апреле 1920 года в составе Трудармии дивизия выполняла трудовое назначение по добыче торфа, заготовке древесного топлива (в пределах Петроградской губернии) и восстановлению Ямбургского моста.
С апреля по июнь 1920 года вела борьбу на Латвийском фронте.
В июне 1920 года, получив пополнение, дивизия была переброшена на Польский фронт. С 4 по 23 июля 1920 года участвовала в Июльской операции. В ходе боев были освобождены населённые пункты Свислочь, станция Осиповичи, Бобруйск, Слуцк, Брест-Литовск, Пружаны и другие. С 23 июля по 25 августа 1920 года соединение принимало участие в Варшавской операции. В ходе боев 1 августа 1920 года части дивизии, переправившись с боем вброд через реку Десна, начали наступление на Брест-Литовск, в тяжёлых боях захватили форты «Козловичи» и «Граф Берг», после чего ворвались в предместье города и на железнодорожную станцию. 2 августа вместе с другими частями дивизия вступила в Брест-Литовск и заняла позиции по правому берегу реки Буг, где провела тяжёлый бой за железнодорожную переправу. 17 августа после упорных боёв на подступах к Варшаве в районе станции Воломин дивизия отошла из под Варшавы в направлении на Белосток с огромными потерями, в условиях частичного окружения: под Белостоком, у реки Лебеда и под местечком Радошковичи. С октября 1920 года после заключения перемирия с Польшей дивизия несла пограничную службу под Минском, ведя борьбу с бандитизмом и ликвидируя контрреволюционные вооружённые группы в Белоруссии.

### Территориальная дивизия
2-я Белорусская стрелковая дивизия была сформирована в 1923 году на базе 2-й Тульской стрелковой дивизии.
10 сентября 1923 года начался первый учебный сбор переменного состава дивизии. Командующий Западного округа А. И. Корк вручил дивизии Красное знамя.
31 августа 1926 года Нацкомиссия ЦИК БССР заслушала «Основной план белорусизации 2-й Белорусской дивизии с 1926 по 1928 гг.», составленный командиром дивизии Локтионовым и комиссаром Иудиным. По результатам рассмотрения была принята «Резолюция по докладу о белорусизации 2-й Белорусской дивизии».
Из послужного списка Устиловского Якова Борисовича: 
«Партбилет № 0863864. Родился в 1908 году в д. Черноусы Мстиславльского района БССР. Окончил школу 2-й ступени и комвуз имени Ленина. С 1930 по 1932 г. — секретарь военкома и ответственный секретарь бюро коллектива комсомола 5 стр. полка 2-й Бел. дивизии (г. Червень)… В 1940 г. — зав. военным отделом Могилевского РК КП(б) БССР».
Летние сборы во 2-й Беларуской дивизии посещал молодой белорусский поэт Язеп Пуща, который в стихах прославлял свою дивизию.
Летом и осенью 1934 года формирование участвовало в опытных учениях проводившихся в Белорусском военном округе (БВО).
Соединение являлась образцово-показательной дивизией Белорусского военного округа

### Польская кампания 1939 года
С 17 по 29 сентября 1939 года дивизия участвовала в Польской кампании. 17 сентября, развернувшись по штатам военного времени, дивизия выступила из района постоянной дислокации по маршруту Радошковичи — Грудек — Трабы — Лида — Гродно — Августов. По прибытии части дивизии несли охрану границы в районе Сувалки, Щучин, Граево.
10 октября 1939 года части дивизии совершили марш из Августова к месту новой дислокации — Осовец, по маршруту Августов — Стучанка — Штабин — Суховоля — Осовец.

### Накануне Великой Отечественной войны
Согласно Донесению штаба ЗапОВО в Генштаб Красной Армии о численном боевом составе войск округа от  31 октября 1940 г. во 2 сд по состоянию на 25 октября 1940 г. было 11717 человек личного состава, 264 автомобиля, 51 трактор, 150 артиллерийских орудий, 129 минометов, 598 пулеметов и 21 танкетка.
В Докладе командования ЗапОВО наркому обороны СССР С.К. Тимошенко «Об итогах боевой подготовки войск Западного особого военного округа за 1939—1940 учебный год» от 29 октября 1940 г. № 005208 2-я стрелковая дивизия отмечена в качестве одной из лучших, особенно по организации, проведению и усвоению программы политических занятий.
Согласно документам, опубликованным в сборнике «Накануне…», по мнению командира 2 стрелковой дивизии на 23 ноября 1940 г.: «Первый эшелон боевых частей дивизии, кроме тыловых, боеспособен и мобилизационно готов. Может выполнять боевые задачи, поднимая один боекомплект огнеприпасов и две суточных дачи продфуража. Второй эшелон, кроме 59 ОРБ, 15 ОСБ, 94 ЗАД и 91 МСБ, также мобилизационно готов, но отмобилизоваться может не ранее М-5, ввиду того, что приписной состав прибудет в части с запозданием… Первый эшелон управления дивизии 70 ПТД, 15 ОСБ, 43 ОБС к мобилизации готовы. 94 ОЗАД готов только в составе одной 76-мм батареи. Второй эшелон 15 ОСБ и 94 ОЗАД к мобилизации не готовы ввиду отсутствия обученных сапер в приписке и некомплекта 8 шт. 37-мм зенитных пушек в зенитном дивизионе… Стрелковые полки в основном к мобилизации готовы. Необходимо приписать средний комначсостав, особенно медицинский и ветеринарный состав, а также недостающих 862 чел. рядовых, не приписка которых создает большой некомплект во 2 эшелоне… Артиллерийские полки 2 стрелковой дивизии к мобилизации готовы и могут выполнять боевые задачи… Тылы дивизии за исключением 91 медико-санитарного батальона, ДАРМ, гурта скота и 144 тыловой почтовой станции к мобилизации готовы и могут обеспечить боевую деятельность дивизии… »
В докладе о мобилизационной готовности частей 2-й сд от 17 марта 1941 г. сообщается о нехватке младшего начсостава и рядовых в роте регулирования и отдельном 91 медсанбате дивизии (отмечена укомплектованность 91омсб ср. начсоставом на 38%, мнс на 56,6% и рядовым составом на 86%, общая укомплектованность – 73,5%). Отмечена общая укомплектованность частей дивизии конским составом на 100%, грузовыми автомобилями на 70%, санитарными автомобилями на 4%, автоцистернами на 43%. Горючим в баках машин дивизия обеспечена на 100%, горючим в таре от 48 (керосин) до 60% (бензин).
Директива № 1466сс управления политпропаганды ЗапОВО от 25.12.1940 свидетельствует о проблемах с воинской дисциплиной в частях дивизии: «Во 2 сд во время совершения марша 200 сп к месту новой дислокации заместитель командира роты по политчасти мл. политрук Бойков самочинно расстрелял красноармейца Сенина, который после совершения 110 км марша побил ноги и заявил Бойкову, что в строю идти не может. Бойков, не обратив на это заявление никакого внимания, приказал догонять роту бегом и когда Сенин отказался догонять роту, расстрелял его и тут же закопал его труп в землю… В этом же полку 8.11.1940 г. нач. штаба — капитан Асташонок перед совершением молодыми бойцами марша в район работ перед строем всего начсостава заявил: «Я не буду признавать никаких отставаний бойцов, если только умирать будет, тогда может отстать, а так нужно заставить, чтобы шел, а если не выполняет приказ, возьми наган и дай рукояткой, так не будет отставать». В Докладной записке особого отдела НКВД ЗапОВО члену Военного совета секретарю ЦК КП(б)Б П.К. Пономаренко «Об извращениях дисциплинарного устава в частях ЗапОВО» от 09.01.1941 о ситуации с дисциплиной во 2 сд говорится следующее : «4.XII.40 г. мл. лейтенант 243 гап Попов приказал мл. командиру Рыженко произвести уборку лошадей. Приказание было выполнено нечетко — уборка началась несвоевременно, о чем Поповым было доложено командиру батареи, лейтенанту Груданову, который заявил: «А почему же Вы его не расстреляли, идите и расстреляйте». Кроме того Груданов ругал нецензурными словами дневального, называя его «хоряк», «щенок», причем кричал «застрелю» и др… Мл. командир 243 ran Бойков Николай Федорович, член ВЛКСМ, при обращении к бойцам ведет себя грубо. Бойца Шаматова, казаха, толкал в грудь и угрожал расстрелом. Бойцу Нуркенову во время занятий наносил удары…»

### Великая Отечественная война
В составе действующей армии с 22 июня 1941 по 19 сентября 1941 года
По плану прикрытия 2 сд входила во второй (Белостокский) район прикрытия. В случае начала войны 2 сд должна была «упорной обороной полевых укреплений по госгранице и укрепрайонов не допустить вторжения … наземного противника на территорию округа (и) прочно прикрыть отмобилизование, сосредоточение и развертывание сил округа…» В случае прорыва крупных мотомехсил противника с Остроленки на Белосток, 2 сд, вместе с 11 мехкорпусом и 7 противотанковой артиллерийской бригадой,  должна была, во взаимодействии с 6 кавкорпусом и 11 смешанной авиадивизией атаковать прорвавшиеся мотомехчасти в направлении Белосток-Замбрув и отбросить их под удар 6 мехкорпуса. По боевой тревоге 2 сд должна была сосредоточиться в 3-5 км от места своего расквартирования, в наиболее укрытом от воздушного нападения и наиболее удобном к выступлению колонн на марш по приказу, районе сбора по тревоге. Готовность к выступлению определялась планом прикрытия в 2 часа. Согласно воспоминаниям начоперотдела штаба ЗАПОВО Б.А. Фомина, окружные планы были утверждены в апреле месяце и выписки из планов, касающиеся дивизий и корпусов хранились в штабах в запечатанных «красных пакетах». Согласно воспоминаниям начштаба 10-й армии (куда входила 2-я сд) П.И. Лапина, план обороны армии был готов к 20 мая, но так и не был окончательно утвержден в штабе округа. 26 мая командармом 10-й армии на совещании командирам корпусов и дивизий вручили схему на карте 50000 с отработанной обороной до батальона включительно. По мнению П.И. Лапина имевшиеся у командиров документы «вполне обеспечивали как сбор войск по тревоге и вывод их на рубеж обороны, так и занятие ими этого рубежа в соответствии с решением командарма10».
Согласно воспоминаниям помначоперотдела штаба ЗАПОВО Б.А. Фомина 2-я сд к 4-00 22 июня «успела развернуться и занять оборону государственной границы». Это подтверждается и воспоминаниями начштаба 10 армии П.И. Ляпина, который утверждает, что около 2-00 22 июня «все командиры корпусов и дивизий находились в своих штабах и ждали указаний командарма», кроме командира 113 сд, с которой уже не было связи. Об этом же пишет и (составленный уже в июле-августе) Журнал боевых действий Западного фронта. В 2-30 из штаба округа последовал приказ: «Вскрыть «красные пакеты» и действовать, как там указано».
На 22 июня 1941 года дивизия находилась на западной границе СССР, 15 км севернее крепости Осовец, где и приняла первый бой в 11 часов утра. В вечерней сводке (19-00) штаба 1 СК (в подчинении которого находилась 2 сд) сообщается, что 2 сд в течение дня вела «сдерживающие бои в районе Руда. Противник с силой до одного пп (прим. - пехотного полка)…» Один батальон 261 сп штаб 1 СК забрал себе «в резерв». Согласно Журналу военных действий Западного фронта «…2 сд занимала к исходу 22.06 оборону на рубеже ГОНЬОНДЗ, ОСОВЕЦ, НОВА-ВЕСЬ, имея передовые части на руб. РУДА, ю.в. ГРАЕВО 5клм, ОКУЛ, ОПАРТОВО. Передовые части отходят». Согласно утренней (9-00) оперсводке штарм10: «1-й стрелковый корпус 2-й стрелковой дивизией обороняет рубеж по восточному берегу р. Бебжа на фронте Гонёндз, Осовец, Гугны и далее до р. Нарев. Штаб дивизии – лес севернее ст. Моньки…» Согласно воспоминаниям П.И. Ляпина 23 июня «…частям 8 сд, отходящим на ОСОВЕЦ совместно со стрелковым полком 2 сд, приходилось отбиваться главным образом от противника, наступающего от ГРАЕВО…» 24 июня согласно Журналу военных действий Западного фронта: «…2 сд удерживала рубеж ГОНЬОНДЗ, НОВА ВЕСЬ», что подтверждается вечерним донесением отдела разведки штаба ГА «Центр» 17-50 24.06: «8-я, 2-я, 27-я пд продолжают удерживать восточный берег р. Бебжа по обе стороны н.п. Осовец, однако, уже наблюдается отступление противника» 25 июня по воспоминания П.И. Ляпина: «… 2 сд всеми силами оставалась на ранее занимаемом рубеже, имея на правом фланге укрепления ГОНЕНДЗ и крепость Осовец, центром и левым флангом продолжала оборону по восточному берегу р. Бебжа от ОСОВЕЦ до СТРЕЛКОВА-ГУРА". Об этом же можно судить и по донесениям отдела разведки 9-й немецкой армии 18-05  от 25.06: «…На рубеже р. Бебжа противник оказывает ожесточенное сопротивление только у переправы через р. Нарев у н.п. Стрелкова-Гора (восточнее Визны) и у н.п. Осовец и южнее его, местами контратакуя. Данных о соединениях противника не поступало. Однако, по показаниям пленных, захваченных в первой половине дня, на этом участке предполагается наличие 2-й дивизии…». В ночь с 25 на 26 июня 1941 года 2 сд разрозненно отступила в направлении Кнышин — Волковыск, оставив большую часть тяжёлого вооружения.
В период с 26 июня 1941 года по 3 июля 1941 года дивизия была уничтожена в Белостокском котле. Остатки дивизии пробивались на восток через Сокулку, Крынок, Малую и Большую Берестовицу и дошли до Рубежевичей. При попытке пробиться дальше на восток, предпринятой 3 июля 1941 года, остатки дивизии прекратили существование. Сводный отряд дивизии и прибившихся красноармейцев, общим числом в 250 человек, вышел к своим только 25 августа 1941 года западнее Белого.
Официально расформирована 19 сентября 1941 года.

## Подчинение
| Дата                  | Фронт (округ)  | Армия      | Корпус (группа)        | Примечания |
| --------------------- | -------------- | ---------- | ---------------------- | ---------- |
| 16 сентября 1934 года | БВО            |            | 16-й стрелковый корпус |            |
| 22 июня 1941 года     | Западный фронт | 10-я армия | 1-й стрелковый корпус  |            |
| 1 июля 1941 года      | Западный фронт | 10-я армия | 1-й стрелковый корпус  |            |

## Состав
- управление
- 13-й стрелковый Краснознамённый полк
- 200-й стрелковый полк
- 261-й стрелковый полк
- 164-й лёгкий артиллерийский полк (16 76-мм пушек (УСВ), 8 122-мм гаубицы (М-30))
- 243-й гаубичный артиллерийский полк (24 122-мм гаубицы (М-30), 12 152-мм гаубицы (МЛ-20))
- 70-й отдельный дивизион противотанковых орудий (18 45-мм противотанковых пушек (53-К))
- 94-й отдельный зенитный артиллерийский дивизион
- 59-й отдельный разведывательный батальон
- 43-й отдельный батальон связи
- 15-й отдельный сапёрный батальон
- 87-й взвод дегазации
- 84-й отдельный автотранспортный батальон
- 91-й медико-санитарный батальон
- 40-я полевая хлебопекарня
- 144-я почтово-полевая станция
- 250-я полевая касса Госбанка
- штабная батарея начарта
- отдельная рота регулирования
- дивизионная артиллерийская ремонтная мастерская
- походная автомастерская для ремонта обуви

## Командиры
- Мерро, Михаил Иванович, краском — (05.10.1918 — 12.05.1919)
- Степной-Спижарный, Константин Иванович, краском — (12.05.1919 — 06.09.1919)
- Кеппен, Андрей Георгиевич, краском — (06.09.1919 — 24.09.1919)
- Лонгва, Роман Войцехович, краском — (24.09.1919 — 03.08.1920)
- врид Наумов, Алексей Кузьмич[22], краском — (03.08.1920 — 09.08.1920)
- Шашкин, Владимир Владимирович[23], краском — (09.08.1920 — 28.09.1920)
- Вилумсон, Эдуард Фридрихович, краском — (28.09.1920 — 20.10.1921)
- Солодухин, Василий Иванович, краском — (18.11.1921 — 10.02.1922)
- врид Грибов, Сергей Ефимович, краском — (11.02.1922 — 20.07.1922)
- Штейгер, Пётр Карлович[24], краском — (06.09.1922 — 03.1923)
- Фабрициус, Ян Фрицевич, краском — (03.1923 — 04.10.1923)
- Локтионов, Александр Дмитриевич, краском — (05.10.1923 — 14.11.1930)
- Бобров, Борис Иосифович, комбриг — (15.11.1931 — 01.02.1934)
- Мелик-Шахназаров, Андрей Павлович, комбриг — (02.1934 — 22.01.1935)
- Полунов, Мирон Львович[25], комбриг — (23.01.1935 — 01.1937)
- Конев, Иван Степанович, комдив — (20.03.1937 — 07.1937)
- Ерёмин, Степан Илларионович, комбриг — (08.08.1937 — 28.11.1939)
- Гришин, Михаил Данилович, полковник — (29.11.1939 — 24.07.1941). На 22 июня 1941 г. Гришин М.Д. находился в отпуске и фактически дивизию возглавлял замкомдива по строевой Дюков Константин Павлович.[26]

## Награды и почётные наименования
- 18.11.1921 года — Приказом РВСР № 2575/435 присвоено наименование Тульская;
- 23.11.1923 года — Приказом РВСР № 2652 присвоено наименование Белорусская;
- 29.04.1927 года — Приказом РВС СССР № 219 присвоено имя М. В. Фрунзе;
- 29.02.1928 года — Почётное революционное Красное Знамя — награждена постановлением Президиума Центрального Исполнительного Комитета СССР от 29 февраля 1928 года в ознаменование десятилетия РККА и отмечая боевые заслуги на различных фронтах гражданской войны, начиная с 1918—1919 года.[5][27]

## Известные люди, связанные с дивизией
1. Ольховский, Пётр Иванович — В апреле-декабре 1919 года проходил службу   бойцом 15-го стрелкового полка, принимал участие в боях с войсками генерала Н. Н. Юденича под Ямбургом и Детским Селом.   Впоследствии, советский военачальник, генерал-майор.
2. Мельников, Павел Васильевич —  В 1919-1923 гг. проходил службу командиром взвода, роты и батальона 12-го стрелкового полка 4-й бригады, начальником разведки,  помощником начальника штаба, начальником штаба бригады и командиром 4-й бригады, пом. начальника штаба, начальником штаба дивизии. Впоследствии советский военачальник, полковник.
3. Хаустович, Пётр Сильверстович  —  В 1920-1922 гг. проходил службу санитаром, политруком перевязочного отряда 4-й бригады. Впоследствии советский военачальник, полковник.
4. Сиванков, Алексей Иванович  —  В 1929-1934 гг. проходил службу командиром взвода, пулеметной роты, роты ПВО  4-го стрелкового Краснознаменного полка. Впоследствии советский военачальник, полковник.
5. Мерзляков, Павел Степанович — В 1934-1935 гг. служил начальником артиллерии дивизии. Впоследствии советский военачальник, генерал-майор.